# Calidota cubensis
Calidota cubensis là một loài bướm đêm thuộc phân họ Arctiinae, họ Erebidae.